# Catapilla
Catapilla — британская группа, работавшая в жанре прогрессивный рок в конце шестидесятых и первой половине 1970-х годов. Лидерами группы являлись вокалистка Анна Мик и саксофонист Роберт Кэлкерт. Её музыка была оригинальна и нетипична для начала 70-х и широко повлияла на творчество других музыкантов, но сама группа не стала популярной и распалась после второго альбома.

## Дискография
- 1971 — Catapilla
- 1972 — Changes